# De fire verdensmonarkier
De fire verdensmonarkier var en periodisering af verdenshistorien, som var udbredt i den kristne kulturkreds op gennem middelalderen og tidlig moderne tid, før den gik af brug i løbet af oplysningstiden. Periodiseringen blev introduceret af den spanske teolog Orosius i Historiarum adversus paganos libri septem (Historie mod hedningerne i syv bøger) fra ca. 417.
Med udgangspunkt profeten Daniels udlægning af Nebukadnesars drøm i Dan 2,36-45 opridsede Orosius fire verdensmonarkier, der havde afløst hinanden og ville blive efterfulgt af dommedag. Det drejede sig om:
1. Assyrien
2. Persien
3. Grækenland
4. Romerriget

I Danmark blev opdelingen brugt så så sent som i Ludvig Holbergs Synopsis Historiæ Universalis fra 1733.